# Promachocrinus
Promachocrinus is een geslacht van haarsterren uit de familie Antedonidae.

## Soort
- Promachocrinus kerguelensis Carpenter, 1879